# Huckenbach
Huckenbach ist eine Hofschaft im Stadtbezirk Ronsdorf der bergischen Großstadt Wuppertal in Nordrhein-Westfalen.

## Lage und Beschreibung
Die Ortschaft liegt in einer Quellmulde im Westen von Ronsdorf im Wohnquartier Ronsdorf-Mitte/Nord auf einer Höhe von 300 m ü. NHN. Bei der Hofschaft entspringt der Huckenbach, einer der beiden Quellbäche der Gelpe. Huckenbach besteht aus drei Wohnhäusern und hat zwölf Einwohner (Stand 2007).

## Etymologie und Geschichte

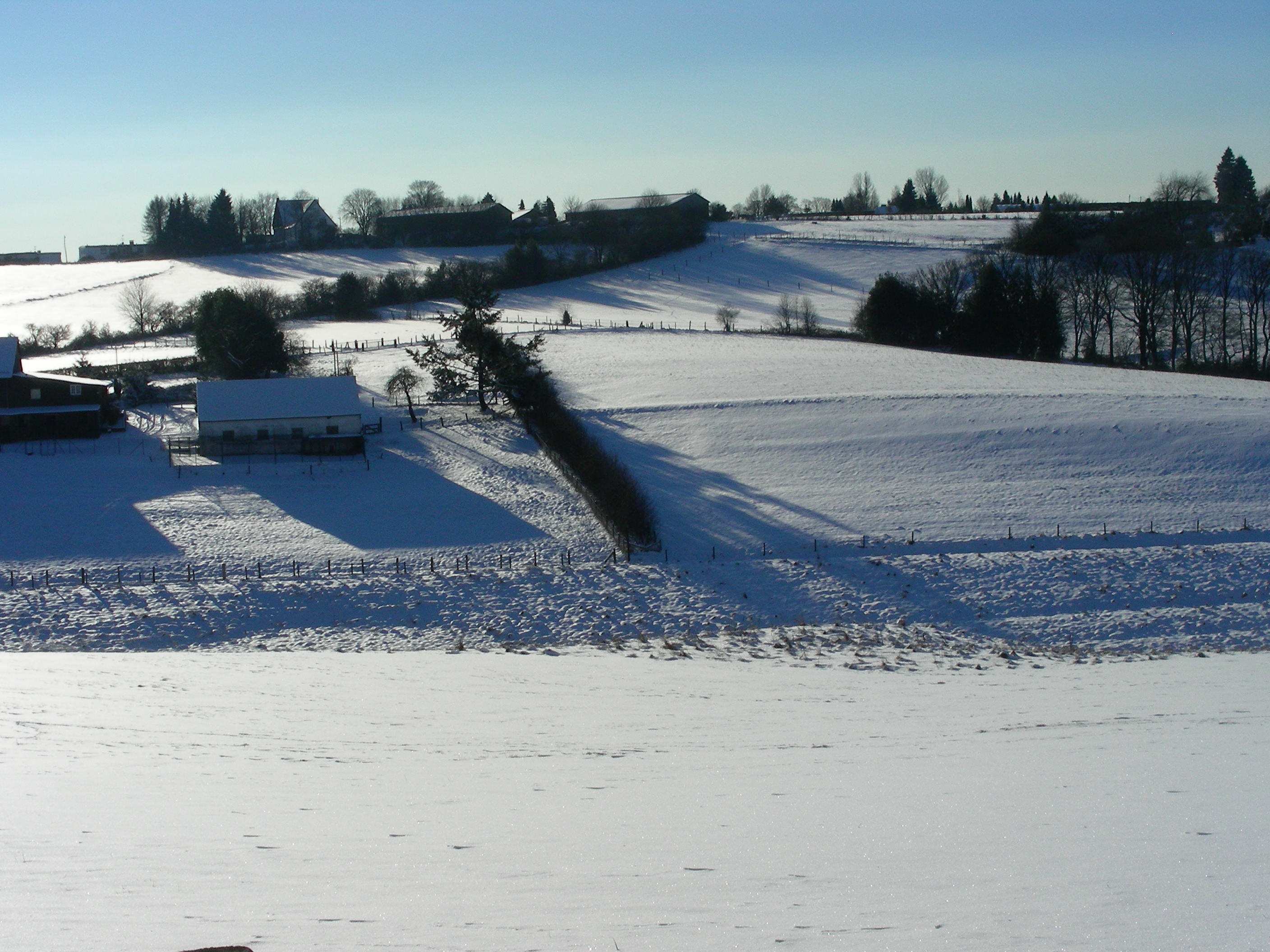
Huckenbach (im Januar 2009)

Huckenbach wird bereits 1312 urkundlich erwähnt. 1715 verzeichnete Erich Philipp Ploennies in seinem Werk Topographia Ducatus Montani den Hof als Huckenbec. Der Ursprung des Namens wird im niederdeutschen Wort „Hucke“ vermutet, was Kröte oder Unke bedeutet.
Das Gebäude im Kern der Ortschaft wurde bereits 1753 für den Unternehmer Peter Erbschlö errichtet. Die beiden umgebenden Fachwerkhäuser wurden im Laufe des 19. Jahrhunderts gebaut.
1832 gehörte Huckenbach zur Holthauser Rotte des ländlichen Außenbezirks der Stadt Ronsdorf. Der laut der Statistik und Topographie des Regierungsbezirks Düsseldorf als Weiler kategorisierte Ort besaß zu dieser Zeit acht Wohnhäuser und fünf landwirtschaftliche Gebäude. Zu dieser Zeit lebten 81 Einwohner im Ort, 17 katholischen und 64 evangelischen Glaubens. Im Gemeindelexikon für die Provinz Rheinland von 1888 werden sechs Wohnhäuser mit 87 Einwohnern angegeben.

## Wander- und Radwege
Durch die Ortschaft bzw. in ihrer Nähe verlaufen am „Eingang zum Gelpetal“ mehrere Wander- und Reitwege. Das als Baudenkmal geschützte Ortsbild von Huckenbach stellt mit seinen Fachwerk- und Schieferhäusern und der Lage in einer von Wiesen umgebenen Mulde fast das Idealbild einer Hofschaft im Bergischen Land dar.
Folgende Wanderwege führen durch den Ort:
- Der Ortswanderweg = von der Parkstraße nach Hahnerberg.